# 河東郡
- 令制国一覧 > 北海道 (令制) > 十勝国 > 河東郡
- 日本 > 北海道 > 十勝総合振興局 > 河東郡

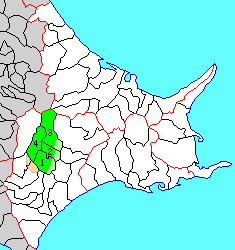
北海道河東郡の位置（1.音更町 2.士幌町 3.上士幌町 4.鹿追町 薄黄：後に他郡に編入された区域）

河東郡（かとうぐん）は、北海道（十勝国）十勝総合振興局の郡。
人口57,634人、面積1,822.32km²、人口密度31.6人/km²。（2025年6月30日、住民基本台帳人口）
以下の4町を含む。
- 音更町（おとふけちょう）
- 士幌町（しほろちょう）
- 上士幌町（かみしほろちょう）
- 鹿追町（しかおいちょう）

## 郡域
1879年（明治12年）に行政区画として発足した当時の郡域は、上記4町から音更町の一部（長流枝・長流枝幹線ほか概ね士幌川流域）、士幌町の一部（下居辺および概ね士幌川流域）、上士幌町の一部（概ね居辺東）を除き、河西郡芽室町の一部（概ね十勝川以北）、上川郡清水町の一部（美蔓および御影の一部）を加えた区域にあたる。

## 歴史

### 郡発足までの沿革
江戸時代の河東郡域は、松前藩によって開かれたトカチ場所に含まれた。江戸時代後期、河東郡域は東蝦夷地に属していた。国防のため寛政11年河東郡域は天領とされた。文政4年には一旦松前藩領に復したものの、安政2年再び天領となり仙台藩が警固をおこない、同6年の6藩分領以降は仙台藩領となった。戊辰戦争（箱館戦争）終結直後の1869年、大宝律令の国郡里制を踏襲して河東郡が置かれた。

### 郡発足以降の沿革
- 明治2年

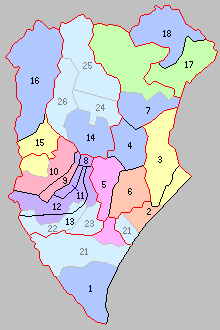
北海道一・二級町村制施行時の河東郡の町村（14.音更村 青：合併を経ていない町村 水色：分立して現存する町村 24.川上村 25.上士幌村 26.鹿追村）

  - 8月15日（1869年9月20日） - 北海道で国郡里制が施行され、十勝国および河東郡が設置される。開拓使が管轄。
  - 8月28日（1869年10月3日） - 静岡藩の領地となる（北海道の分領支配）。
- 明治4年8月20日（1871年10月4日） - 廃藩置県により再び開拓使の管轄となる。
- 明治5年
  - 4月9日（1872年5月15日） - 全国一律に戸長・副戸長を設置（大区小区制）。
  - 10月10日（1872年11月10日） - 4月に設置された区を大区と改称し、その下に旧来の町村をいくつかまとめて小区を設置（大区小区制）。
- 明治9年（1876年）9月 - 従来開拓使において随意定めた大小区画を廃し、新たに全道を30の大区に分ち、大区の下に166の小区を設けた。

- 第23大区
  - 6小区 ： 音更村、然別村、東士狩村、西士狩村、美蔓村

- 明治12年（1879年）7月23日 - 郡区町村編制法の北海道での施行により、行政区画としての河東郡が発足。
- 明治13年（1880年）3月 - 浦河郡外十郡役所（浦河三石様似幌泉広尾当縁十勝中川河西河東上川役所）の管轄となる。
- 明治15年（1882年）2月8日 - 廃使置県により札幌県の管轄となる。
- 明治19年（1886年）1月26日 - 廃県置庁により北海道庁札幌本庁の管轄となる。
- 明治20年（1888年）6月 - 釧路郡外十一郡役所（釧路阿寒白糠足寄川上広尾当縁十勝中川河西河東上川郡役所）の管轄となる。
- 明治22年（1890年）1月 - 釧路郡外十郡役所（釧路阿寒白糠足寄広尾当縁十勝中川河西河東上川郡役所）の管轄となる。
- 明治24年（1892年）3月 - 釧路郡外十二郡役所（釧路阿寒白糠足寄広尾当縁十勝中川河西河東上川厚岸川上郡役所）の管轄となる。
- 明治30年（1897年）
  - 7月 - 河西郡外五郡役所（河西河東上川中川十勝当縁広尾郡役所）の管轄となる。
  - 11月5日 - 郡役所が廃止され、河西支庁の管轄となる。
- 明治39年（1906年）4月1日
  - 北海道二級町村制の施行により、音更村、然別村、東士狩村および中川郡凋寒村の一部の区域をもって音更村（二級村）が発足。（1村）
  - 美蔓村・西士狩村が河西郡芽室村の一部となる。
- 大正10年（1921年）4月1日（3村）
  - 音更村の一部（大字音更村・東士狩村・凋寒村の各一部）が分立して川上村（二級村）が発足。
  - 音更村の一部（大字然別村および音更村・東士狩村の各一部）が分立して鹿追村（二級村）が発足。
  - 音更村が北海道一級町村制を施行。
- 大正14年（1925年）4月1日 - 川上村が中川郡池田村の一部（大字居辺村の一部）を編入。
- 大正15年（1926年）6月1日 - 川上村が改称して士幌村（二級村）となる。
- 昭和6年（1931年）4月1日 - 士幌村の一部（上士幌・上音更・居辺の各一部）が分立して上士幌村（二級村）が発足。（4村）
- 昭和7年（1932年）8月15日 - 河西支庁が改称して十勝支庁となる。
- 昭和18年（1943年）6月1日 - 北海道一・二級町村制が廃止され、北海道で町村制を施行。二級町村は指定町村となる。
- 昭和21年（1946年）10月5日 - 指定町村を廃止。
- 昭和22年（1947年）5月3日 - 地方自治法の施行により北海道十勝支庁の管轄となる。
- 昭和28年（1953年）7月1日 - 音更村が町制施行して音更町となる。（1町3村）
- 昭和29年（1954年）4月1日 - 上士幌村が町制施行して上士幌町となる。（2町2村）
- 昭和34年（1959年）9月1日 - 鹿追村が町制施行して鹿追町となる。（3町1村）
- 昭和37年（1962年）11月1日 - 士幌村が町制施行して士幌町となる。（4町）
- 平成22年（2010年）4月1日 - 十勝支庁が廃止され、十勝総合振興局の管轄となる。

## 行政
浦河郡外十郡長
釧路郡外十一郡長
釧路郡外十郡長
釧路郡外十二郡長
河西郡外五郡長
| 代 | 氏名       | 就任年月日            | 退任年月日                | 備考                                 |
| -- | ---------- | --------------------- | ------------------------- | ------------------------------------ |
| 1  | 吉田直太郎 | 明治30年（1897年）7月 | 明治30年（1897年）11月5日 | 河西郡外五郡役所を廃し河西支庁を置く |